# 阳霞镇
阳霞镇，是中华人民共和国新疆维吾尔自治区巴音郭楞蒙古自治州轮台县下辖的一个乡镇级行政单位。

## 行政区划
阳霞镇下辖以下地区：
博斯坦村、库都克村、喀尔墩村、喀尕买里村、塔拉布拉克村、其盖布拉克村、乌尊布拉克村和牧业村。